# Consiglio Nazionale Forense
Il Consiglio Nazionale Forense (CNF) è l'organismo di rappresentanza istituzionale dell'avvocatura italiana e, sotto quel profilo, rappresenta l'intera classe forense.
È stato istituito con R.D.L. 27 novembre 1933, n. 1578 e dal R.D. 22 gennaio 1934, n. 37. La disciplina ha subito modificazioni dalla legge 31 dicembre 2012 n. 247. Ha sede a Roma presso il Ministero della giustizia.

## Caratteristiche e struttura
È l'istituzione apicale del sistema ordinistico forense ed è composto da membri eletti su base distrettuale, con mandato quadriennale. I componenti sono trentatré, e non possono essere eletti consecutivamente più di due volte nel rispetto dell'equilibrio tra i generi.
È composto da avvocati iscritti all'albo speciale per il patrocinio davanti alle giurisdizioni superiori. Il meccanismo di elezione dei componenti del Cnf è basato sull'elezione da parte dei componenti dei vari Consigli dell'ordine, riuniti su base distrettuale, a loro volta eletti dagli iscritti all'albo, e integra un sistema elettorale che dovrebbe risultare idoneo a selezionare candidati di profilo, tale da non dare adito a dubbi circa la possibilità di condizionamenti e interferenze nell'esercizio delle funzioni. Al suo interno il Consiglio elegge il Presidente, due Vice Presidenti, il Segretario ed il Tesoriere. Il Consiglio uscente resta in carica per il disbrigo degli affari correnti fino all'insediamento del Consiglio neoeletto.

## Funzioni
- Giudica sui ricorsi proposti contro le decisioni disciplinari dei Consigli distrettuali di disciplina (Pronuncia sui reclami contro i provvedimenti disciplinari nonché in materia di albi, elenchi e registri  e rilascio del certificato di compiuta pratica. Al ricorso proposto davanti al Cnf contro i provvedimenti disciplinari non si applica l'art. 342 c.p.c. sull'atto di appello né il principio di autosufficienza del ricorso)
- Conserva gli albi e decide dei reclami elettorali
- Tiene l'albo degli avvocati abilitati al patrocinio innanzi le magistrature superiori
- Svolge la funzione consultiva nei confronti del Ministero della giustizia sui progetti di legge e di regolamento che riguardano la professione forense e il settore della giustizia
- Fornisce il parere sullo scioglimento dei Consigli degli Ordini
- Nomina gli avvocati componenti le Commissioni di esame di abilitazione
- Approva i programmi delle scuole di formazione forensi
- Propone al Ministero della Giustizia i parametri per la liquidazione dei compensi professionali in casi prestabiliti dalla legge
- Esprime pareri circa la definizione delle tariffe professionali degli avvocati.

## Fondazioni
Ha istituito negli anni alcune fondazioni, in particolare:
- la Fondazione Scuola Superiore dell'Avvocatura, con compiti di formazione
- la Fondazione Italiana per l'innovazione Forense (F.I.I.F.), che si occupa di ricerca e applicazione delle nuove tecnologie alla professione legale. Essa è presieduta dal presidente del CNF e si occupa di sviluppare soluzioni per l'applicazione delle nuove tecnologie all'ambito legale, promuove studi e ricerche nel campo dell'informatica giuridica ma anche la formazione e l'aggiornamento professionale.
- la Fondazione dell'Avvocatura italiana, con compiti inerenti alla formazione professionale continua e alla comunicazione

## Rappresentanza internazionale
Il Consiglio Nazionale Forense partecipa alla composizione ed ai lavori delle istituzioni dell'avvocatura internazionale, essendo membro della FBE (Federazione degli Ordini Forensi Europei - Consiglio d'Europa) e del Consiglio degli Ordini Forensi d'Europa (CCBE).

## Presidenti
- 1926-1933  Vittorio Scialoia
- 1934-1935  Ageo Arcangeli
- 1935-1943  Gino Sarrocchi
- 1946-1956  Piero Calamandrei
- 1957       Giovanni Battista Boeri
- 1957-1960  Adone Zoli
- 1960-1969  Vittorio Malcangi
- 1969-1970  Enrico Guicciardi
- 1971-1985  Aldo Casalinuovo
- 1985-1991  Franzo Grande Stevens
- 1991-1995  Edilberto Ricciardi
- 1995-1997  Raoul Cagnani
- 1997-2002  Emilio Buccico
- 2002-2004  Remo Danovi
- 2004-2015  Guido Alpa
- 2015-2020  Andrea Mascherin
- 2020-2022 f.f. Maria Masi
- 2022-2023 Maria Masi
- 2023 Francesco Greco